# 圣梅阿尔德居尔松
圣梅阿尔德居尔松（法語：Saint-Méard-de-Gurçon，法語發音：[sɛ̃ meaʁ də ɡyʁsɔ̃]）是法国多尔多涅省的一个市镇，属于贝尔热拉克区。

## 地理
圣梅阿尔德居尔松（44°54'33"N, 0°11'1"E）面积28.38 平方千米，位于法国新阿基坦大区多爾多涅省，该省份为法国西南部内陆省份，是法國本土面积第三大的省，大致对应佩里戈尔地区，北起顺时针与夏朗德省、上维埃纳省、科雷兹省、洛特省、洛特-加龙省、吉倫特省和滨海夏朗德省接壤。
与圣梅阿尔德居尔松接壤的市镇（或旧市镇、城区）包括：圣雷米、富盖罗勒、卡尔萨克德居尔松、圣马丹德居尔松、圣热罗德科尔、蒙福孔、圣富瓦港和蓬沙、纳斯特兰格、蒙塔佐。

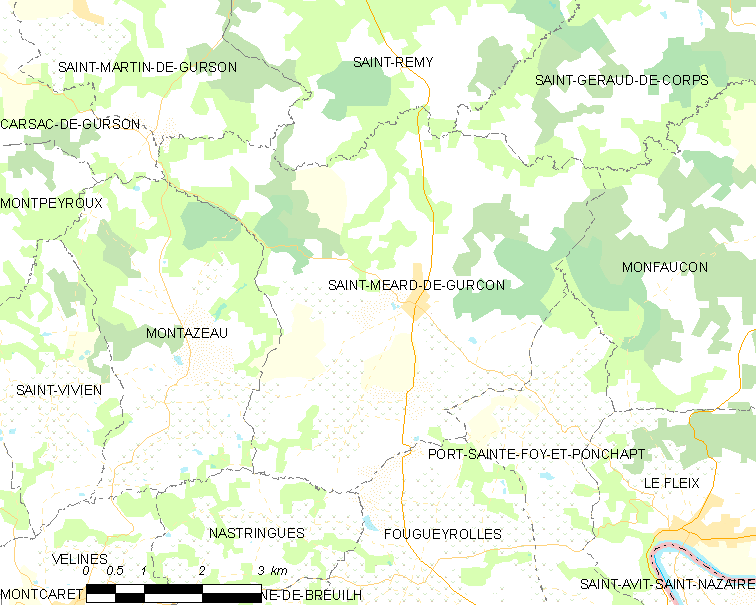
圣梅阿尔德居尔松的OSM定位图

圣梅阿尔德居尔松的时区为UTC+01:00、UTC+02:00（夏令时）。

## 行政
圣梅阿尔德居尔松的邮政编码为24610，INSEE市镇编码为24461。

## 政治
圣梅阿尔德居尔松所属的省级选区为蒙泰涅和居尔松地区县。

## 人口

1962-2008年间圣梅阿尔德居尔松人口变化图示

圣梅阿尔德居尔松于2022年1月1日时的人口数量为801人。